# I Dreamed a Dream (Susan Boyle)
I Dreamed a Dream è l'album di debutto della cantante britannica Susan Boyle, pubblicato in tutto il mondo il 23 novembre 2009 dalle etichette discografiche Syco e Columbia.
L'album ha subito riscosso un imponente successo di vendita grazie alla partecipazione della cantante al programma Britain's Got Talent in Regno Unito, nella primavera dello stesso anno, dove ha riscosso particolare curiosità a causa del suo aspetto fisico, che appariva visibilmente trascurato.
Il disco, che in poco tempo ha raggiunto i vertici di molte classifiche mondiali, contiene dodici cover di brani più o meno famosi e un inedito, Who I Was Born to Be.
Il primo singolo estratto è stato Wild Horses, brano originariamente interpretato dai Rolling Stones, nel 1970.
Ad oggi l'album ha raggiunto 10 milioni di copie vendute in tutto il mondo.

## Tracce
1. Wild Horses – 4:55 (Mick Jagger, Keith Richards)
2. I Dreamed a Dream – 3:11 (Claude-Michel Schönberg, Alain Boublil, Herbert Kretzmer)
3. Cry Me a River – 2:43 (Arthur Hamilton)
4. How Great Thou Art – 3:13 (Carl Boberg)
5. You'll See – 4:43 (Madonna, David Foster)
6. Daydream Believer – 3:20 (John Stewart)
7. Up to the mountain – 3:32 (Patty Griffin)
8. Amazing Grace – 3:35 (John Newton)
9. Who I Was Born to Be – 4:10 (Audra Mae, Johan Fransson, Tobias Lundgren, Tim Larsson)
10. Proud – 3:22 (Steve Mac, Wayne Hector, Andy Hill)
11. The End of the World – 3:16 (Arthur Kent, Sylvia Dee)
12. Silent Night – 3:00 (Josef Mohr, Franz Xaver Gruber)

Bonus track edizione giapponese
1. Wings to fly – 3:57 (Kunihiko Murai)

## Classifiche
| Classifica        | Posizione raggiunta |
| ----------------- | ------------------- |
| Argentina         | 1                   |
| Australia         | 1                   |
| Belgio (Fiandre)  | 4                   |
| Belgio (Wallonia) | 5                   |
| Canada            | 1                   |
| Paesi Bassi       | 2                   |
| Finlandia         | 12                  |
| Francia           | 8                   |
| Germania          | 3                   |
| Ungheria          | 15                  |
| Irlanda           | 1                   |
| Italia            | 21                  |
| Giappone          | 3                   |
| Messico           | 10                  |
| Nuova Zelanda     | 1                   |
| Norvegia          | 5                   |
| Polonia           | 23                  |
| Portogallo        | 16                  |
| Sud Africa        | 2                   |
| Spagna            | 10                  |
| Svezia            | 3                   |
| Svizzera          | 1                   |
| Gran Bretagna     | 1                   |
| Billboard 200     | 1                   |